# Howdy Doody
Howdy Doody est une émission de télévision américaine pour enfants créée et produite par E. Roger Muir, réalisée par Bob Hultgren et diffusée sur NBC de 1947 à 1960. Centrée sur les thèmes du cirque et du Far West, l'émission a été pionnière dans le domaine des émissions pour enfants ainsi que dans la production télévisuelle en couleurs.
À la fin des années 1940, la série a été revue au niveau graphique et la tâche a été confiée à Allen-Shaw Productions, association de Bob Allen et Melvin Shaw.